# ريتشلاند (كاليفورنيا)
ريتشلاند منطقة تقع إدارياً ضمن مقاطعة بوت (كاليفورنيا) في الولايات المتحدة.